# لخبة مولرية
اللخبة المولرية (الاسم العلمي:Livistona muelleri) هي نوع غير مؤكد من النباتات تتبع جنس اللخب من الفصيلة الفوفلية.